# Мидл Ривер (Минесота)
Мидл Ривер (енгл. Middle River) град је у америчкој савезној држави Минесота.

## Демографија
По попису из 2010. године број становника је 303, што је 16 (-5,0%) становника мање него 2000. године.
| Група             | 2000.       | 2010.       |
| Белци             | 315 (98,7%) | 291 (96,0%) |
| Афроамериканци    | 0 (0,0%)    | 3 (1,0%)    |
| Азијати           | 0 (0,0%)    | 1 (0,3%)    |
| Хиспаноамериканци | 0 (0,0%)    | 3 (1,0%)    |
| Укупно            | 319         | 303         |